# Сански Мост
Сански Мост (на босненски: Sanski Most) е град и община в Северозападна Босна и Херцеговина.
Градът е разположен на брега на река Сана в областта Босненска Крайна. Общината попада в Унско-сански кантон от Федерация Босна и Херцеговина.
Град Сански Мост има население 17 144 души според преброяването от 1991 г., а цялата община – около 60 307 души. Територията ѝ е 781 km2